# East Morton (Dakota del Norte)
East Morton es un territorio no organizado ubicado en el condado de Morton en el estado estadounidense de Dakota del Norte. En el Censo de 2010 tenía una población de 2806 habitantes y una densidad poblacional de 1,04 personas por km².

## Geografía
East Morton se encuentra ubicado en las coordenadas 46°37′31″N 100°59′51″O / 46.62528, -100.99750. Según la Oficina del Censo de los Estados Unidos, East Morton tiene una superficie total de 2700.63 km², de la cual 2661.66 km² corresponden a tierra firme y (1.44%) 38.96 km² es agua.

## Demografía
Según el censo de 2010, había 2806 personas residiendo en East Morton. La densidad de población era de 1,04 hab./km². De los 2806 habitantes, East Morton estaba compuesto por el 98.47% blancos, el 0.07% eran afroamericanos, el 0.5% eran amerindios, el 0.07% eran asiáticos, el 0.18% eran isleños del Pacífico, el 0.04% eran de otras razas y el 0.68% pertenecían a dos o más razas. Del total de la población el 0.29% eran hispanos o latinos de cualquier raza.